# Ziarnówka winnopurpurowa
Ziarnówka winnopurpurowa (Cystoderma superbum Huijsman) – gatunek grzybów należący do rzędu pieczarkowców (Agaricales).

## Systematyka i nazewnictwo
Pozycja w klasyfikacji według Index Fungorum: Incertae sedis, Agaricales, Agaricomycetidae, Agaricomycetes, Agaricomycotina, Basidiomycota, Fungi.
Nazwę polską zaproponował Władysław Wojewoda w 2003 r.

## Morfologia
Kapelusz
O szerokości 2–5 cm, wyjątkowo do 7 cm, początkowo wypukły, potem płasko wypukły, na koniec płaski. Powierzchnia o barwie bordowej lub winnopurpurowej, początkowo pokryta jest granulkami, lub małymi, wyprostowanymi łuskami, które jednak z czasem znikają i powierzchnia staje się gładka.
Blaszki
Wąskie, ściśnięte, przyrośnięte, początkowo białe, potem bladoczerwone, mięsne.
Trzon
Brak pierścienia, występuje tylko strefa pierścieniowa. Powyżej tej strefy trzon gładki, o barwie winnobrązowej z fioletowym odcieniem, poniżej pokryty łuseczkami, początkowo białymi, potem kremowymi, w końcu bladożółtymi.
Miąższ
Blady, bez wyraźnego zapachu i smaku.
Wysyp zarodników
Biały. Zarodniki owalne o rozmiarach 4–5 × 3–4 µm.

## Występowanie i siedlisko
Ziarnówka winnopurpurowa znana jest tylko w niektórych krajach Europy. Wszędzie jest rzadka. W Polsce do 2003 r. podano tylko 2 jej stanowiska. Rozprzestrzenienie i częstość występowanie w Polsce nie są znane.
Saprotrof. Rośnie na ziemi w lasach iglastych. Grzyb trujący, powodujący zaburzenia pokarmowe, a w stanie surowym hemolizę krwi.